# Giordano Benedetti
Giordano Benedetti (Trento, 22 maggio 1989) è un mezzofondista italiano, specializzato negli 800 metri piani.

## Biografia
Risiede a Trento, dove si allena con Gianni Benedetti. Vanta 14 presenze nella nazionale assoluta.
Il suo primato è di 1'44"67 ottenuto a Roma il 6 giugno 2013, durante il Golden Gala. È stato finalista dei Mondiali juniores a Bydgoszcz nel 2008. Quando era ancora juniores ha ottenuto 1'47"54 (meeting di Pavia) e due titoli nazionali di categoria, sconfiggendo Mario Scapini (campione europeo juniores in carica).
Nel 2010 ha preso parte ai Campionati europei di Barcellona 2010 negli 800 m, venendo eliminato in semifinale con il tempo di 1'49"33. Fa parte delle Fiamme Gialle (prima Atl. Trento CMB). 
Ha vinto 2 titoli consecutivi ai Campionati Italiani Assoluti nel 2011 a Torino e nel 2012 a Bressanone e 5 titoli consecutivi indoor (ad Ancona dal 2010 al 2014).
Nel 2015 ha vinto l'europeo per nazioni con il record di manifestazione.

## Progressione

### 800 metri piani
| Stagione | Tempo    | Luogo              | Data      | Rank. Mond. |
| -------- | -------- | ------------------ | --------- | ----------- |
| 2019     | 1'48"52  | Berna              | 3-8-2019  |             |
| 2018     | 1'47"68  | Rovereto           | 23-8-2018 |             |
| 2017     | 1'46"09  | Székesfehérvár     | 4-7-2017  |             |
| 2016     | 1'46"41  | Rio de Janeiro     | 13-8-2016 |             |
| 2015     | 1'45"07  | Roma               | 4-6-2015  |             |
| 2014     | 1'45"99  | Roma               | 5-6-2014  |             |
| 2013     | 1'44"67  | Roma               | 6-6-2013  |             |
| 2012     | 1'45"34  | Lignano Sabbiadoro | 17-7-2012 |             |
| 2011     | 1'46"32  | Milano             | 18-9-2011 |             |
| 2010     | 1'47"18  | Torino             | 12-6-2010 |             |
| 2009     | 1'48"17  | Milano             | 25-6-2009 |             |
| 2008     | 1'47"52  | Pavia              | 11-5-2008 |             |
| 2007     | 1'50"71  | Bussolengo         | 14-7-2007 |             |
| 2006     | 1'53"1 m | Trento             | 1-8-2006  |             |
| 2005     | 1'59"01  | Cles               | 28-4-2005 |             |

## Palmarès
| Anno | Manifestazione          | Sede           | Evento      | Risultato  | Prestazione | Note                                     |
| ---- | ----------------------- | -------------- | ----------- | ---------- | ----------- | ---------------------------------------- |
| 2008 | Mondiali juniores       | Bydgoszcz      | 800 m piani | 6º         | 1'50"65     |                                          |
| 2009 | Giochi del Mediterraneo | Pescara        | 800 m piani | 8º         | 1'51"56     |                                          |
| 2010 | Europei                 | Barcellona     | 800 m piani | Semifinale | 1'49"33     |                                          |
| 2011 | Europei under 23        | Ostrava        | 800 m piani | 4º         | 1'48"05     | Miglior prestazione personale stagionale |
| 2013 | Europei indoor          | Göteborg       | 800 m piani | Batteria   | 1'53"44     |                                          |
| 2013 | Giochi del Mediterraneo | Mersin         | 800 m piani | Batteria   | 1'53"60     |                                          |
| 2013 | Mondiali                | Mosca          | 800 m piani | Semifinale | 1'48"31     |                                          |
| 2014 | Europei                 | Zurigo         | 800 m piani | Semifinale | 1'48"58     |                                          |
| 2015 | Mondiali                | Pechino        | 800 m piani | Batteria   | 1'48"15     |                                          |
| 2016 | Europei                 | Amsterdam      | 800 m piani | 8º         | 1'47"64     |                                          |
| 2016 | Giochi olimpici         | Rio de Janeiro | 800 m piani | Semifinale | 1'46"41     | Miglior prestazione personale stagionale |
| 2018 | Giochi del Mediterraneo | Tarragona      | 800 m piani | 7º         | 1'50"38     |                                          |

## Campionati nazionali
2011
- Oro ai campionati italiani assoluti (Torino), 800 m piani - 1'49"26

2012
- Oro ai campionati italiani assoluti (Bressanone), 800 m piani - 1'48"68

2014
- Oro ai campionati italiani assoluti (Rovereto), 800 m piani - 1'49"09

2015
- Oro ai campionati italiani assoluti (Torino), 800 m piani - 1'47"38

2016
- Oro ai campionati italiani assoluti (Rieti), 800 m piani - 1'48"15

2019
- Bronzo ai campionati italiani assoluti (Bressanone), 800 m piani - 1'48"86

## Altre competizioni internazionali
2013
- 4º al Golden Gala Pietro Mennea ( Roma), 800 m piani - 1'44"67

2014
- 8º al Golden Gala Pietro Mennea ( Roma), 800 m piani - 1'45"99
- Bronzo agli Europei a squadre ( Braunschweig), 800 m piani - 1'46"45

2015
- 8º al Golden Gala Pietro Mennea ( Roma), 800 m piani - 1'45"07
- Oro agli Europei a squadre ( Čeboksary), 800 m piani - 1'45"11

2017
- Argento agli Europei a squadre ( Villeneuve-d'Ascq), 800 m piani - 1'47"94

2018
- 10º al Golden Gala Pietro Mennea ( Roma), 800 m piani - 1'48"08